# Centro Dom Vital
Der Centro Dom Vital ist ein katholischer brasilianischer Schriftsteller- und Intellektuellenverband, der von Jackson de Figueiredo mit Unterstützung des damaligen Weihbischofs und späteren Kardinal-Erzbischofs von Rio de Janeiro, Sebastião Leme da Silveira Cintra, im Jahr 1922 gegründet wurde.

## Geschichte und Wirken
Im Jahr 1916 verfasste Sebastião Leme da Silveira Cintra, damals Bischof von Olinda, einen vielbeachteten Pastoralbrief, in welchem er u. a. das Fehlen einer katholischen Intellektualität bemängelte. Um dagegen anzugehen, unterstützte er den damals sehr bekannten Intellektuellen Jackson de Figueiredo in der Gründung eines entsprechenden Verbandes. So entstand im Jahr 1922 der Centro Dom Vital, der sich zu einer Kaderschmiede für die Bildung junger katholischer Persönlichkeiten entwickelte. Der Verband trug den Namen des für seinen Kampf gegen den Liberalismus im XIX. Jahrhundert bekannten Bischof von Olinda, Vital Maria Conçalves de Oliveira. Das publizistische Organ war die Zeitschrift A Ordem (Die Ordnung). De Figueiredo war der erste Präsident des Verbandes. Ihm folgte im Jahr 1928 Alceu Amoroso Lima.
Wichtige Persönlichkeiten des politischen Katholizismus des Landes wirkten im Centro Dom Vital  oder wurden von ihm beeinflusst: Hamilton Nogueira, Gustavo Corção, Plinio Corrêa de Oliveira, Sobral Pinto, Perilo Gomes, Allindo Vieira, Jonatas Serrano u. a. Etliche Persönlichkeiten aus diesem Kreis wirkten später politisch in der Liga Eleitoral Católica.